# Echte Verhalen: De Buurtpolitie (stripreeks)
Echte Verhalen: De Buurtpolitie is een Belgische vedettestrip gebaseerd op de gelijknamige televisieserie. In februari 2014 verscheen de televisieserie voor het eerst op VTM. In 2016 volgde de eerste film.
In oktober 2017 werd er een eerste stripverhaal aangekondigd. Het eerste album verscheen in november 2017. De stripreeks werd getekend en geschreven door Nix.  De strips volgen de avonturen van het politiekorps uit de televisieserie.

## Personages
Volgende personages spelen in minstens een van de verhalen een hoofdrol.
| Personage           | Functie             |
| ------------------- | ------------------- |
| Koen Baetens        | Inspecteur          |
| Tineke Schilebeeckx | Hoofdinspecteur     |
| Eric Buelens        | Rechercheur         |
| Brigitte Broeckx    | Rechercheur         |
| Lotte Vissers       | Hoofdinspecteur     |
| Obi Basu            | Inspecteur          |
| Aziz Souliman       | Inspecteur-stagiair |
| Floor Lommelen      | Inspecteur          |
| Patrick Tilkens     | Onthaal             |
| Roger Berckmans     | Commissaris         |
| Femke Van Acker     | Inspecteur          |
| Robin Verhaegen     | Inspecteur          |
| Tom Vaneetvelde     | Inspecteur          |

## Albums
Hieronder volgt een lijst van albums. Alle albums werden uitgegeven door Standaard Uitgeverij.
| Nr. | Titel                          | ISBN               | Datum          |
| --- | ------------------------------ | ------------------ | -------------- |
| 1   | De roze olifant                | ISBN 9789002262258 | november 2017  |
| 2   | Mister_Moustache               | ISBN 9789002262715 | mei 2018       |
| 3   | Bingo, baby!                   | ISBN 9789002266522 | oktober 2018   |
| 4   | Het gangsterparadijs           | ISBN 9789002267413 | januari 2019   |
| 5   | Een slag in het water          | ISBN 9789002267420 | juni 2019      |
| 6   | Brand! Brand!                  | ISBN 9789002267437 | augustus 2019  |
| 7   | De magneetvisser               | ISBN 9789002267444 | november 2019  |
| 8   | Supersloef                     | ISBN 9789002269943 | maart 2020     |
| 9   | De gijzeling                   | ISBN 9789002269950 | mei 2020       |
| 10  | De zombie                      | ISBN 9789002269967 | augustus 2020  |
| 11  | Schijn bedriegt                | ISBN 9789002269974 | november 2020  |
| 12  | A...a...aliens!                | ISBN 9789002272066 | januari 2021   |
| 13  | Gauwdief 2.0                   | ISBN 9789002272073 | april 2021     |
| 14  | Des duivels                    | ISBN 9789002272080 | augustus 2021  |
| 15  | De Dikke, de Dunne en de Korte | ISBN 9789002272097 | november 2021  |
| 16  | De comeback                    | ISBN 9789002275500 | maart 2022     |
| 17  | Raar, Raar, Raar               | ISBN 9789002275517 | juni 2022      |
| 18  | Het Waarheidsmasker            | ISBN 9789002275524 | september 2022 |
| 19  | Hotel Edelweiss                | ISBN 9789002275531 | november 2022  |
| 20  | Het Dinobot                    | ISBN 9789002279270 | maart 2023     |
| 21  | Mister Dirty & Madam Proper    | ISBN 9789002279287 | mei 2023       |
| 22  | Een Oogje Dicht                | ISBN 9789002279294 | september 2023 |
| 23  | De Keisnijding                 | ISBN 9789002279300 | november 2023  |
| 24  | De Selfieroof                  | ISBN 9789002281488 | maart 2024     |
| 25  | Twee Linkervoeten              | ISBN 9789002281495 | augustus 2024  |
| 26  | Poppypark                      | ISBN 9789002281501 | oktober 2024   |
| 27  | Doe eens paranormaal!          | ISBN 9789002281518 | december 2024  |

## Trivia
- Het eerste album, De roze olifant, was de derde bestverkochte strip in Vlaanderen van 2017. Twee albums van De Kiekeboes verkochten meer.[7][9]